# Fox Kids
Pour les articles homonymes, voir Fox Kids (homonymie).
Fox Kids est une chaîne de télévision, et bloc de programmations, originellement diffusée du 8 septembre 1990 au 7 septembre 2002, dirigée par la société américaine Fox Entertainment Group depuis 2001,,. Avant octobre 2001, Fox Kids devient un partenariat à 50-50 entre News Corporation et la société d'Haim Saban.
Aux dépens des créneaux horaires, la chaîne était destinée à une jeune audience âgée entre 6 et 14 ans. En 2002, 4Kids Entertainment acquiert des heures de diffusion de la chaîne. Par la suite, le 28 août 2004, la société est rachetée par la Walt Disney Company qui rebaptise les différentes entités et chaînes pour enfants sous les noms de Jetix et Disney XD.

## Histoire
Selon l'ouvrage DisneyWar (en) de James B. Stewart, l'histoire de Fox Kids se confond avec celle du bloc de programmes The Disney Afternoon. La Bande à Picsou, la première série d'animation ayant permis le lancement du Disney Afternoon, est diffusée en septembre 1987 sur les chaînes owned-and-operated de la Fox, et sur ses nombreuses chaînes affiliées. Ceci est en grande partie dû au fait que Michael Eisner (directeur des opérations de Disney) et son partenaire Barry Diller (de l'entreprise Fox) travaillaient ensemble chez ABC et Paramount Pictures. En 1988, Disney rachète la chaîne KHJ-TV, basée à Los Angeles, et la rebaptise par la suite KCAL-TV (en). Les nouveaux dirigeants de la chaîne souhaitaient la diffusion de La Bande à Picsou sur KCAL, marquant leur rupture de contrat avec la Fox. Furieux, Diller retire La Bande à Picsou de toutes les chaînes Fox au printemps 1989. Diller encourage également les affiliés de la Fox à faire de même. Tandis que Disney se lance dans son nouveau programme The Disney Afternoon, Fox décide de son côté de lancer son propre bloc de programmations pour enfants.
Fox Kids est lancée le 8 septembre 1990 sous le nom de Fox Children's Network, une entreprise commune entre Fox Broadcasting et ses affiliés. À l'origine dirigée par Margaret Loesch, elle se lance dans une programmation de 30 minutes journalières du lundi au vendredi, et de trois heures pour le samedi. En 1991, le bloc est rebaptisé Fox Kids Network, et sa durée de programmation passe à 90 minutes la semaine, et à quatre heures le samedi. De 1992 à 1998, Fox Kids lance un programme spécial Thanksgiving, appelé The Fox Kids T.V. Takeover.
La plupart des premières séries diffusées par Fox Kids provenaient des studios Warner Bros. Animation. À la suite du lancement de The WB Television Network en janvier 1995, deux des plus célèbres séries de Fox Kids, Les Animaniacs et Batman (1992), passe sur cette chaîne dans le bloc Kids' WB en septembre 1995. En 1996, Fox Kids fusionne avec Saban Entertainment pour former Fox Kids Worldwide Inc.,,. Certaines séries de Fox Kids sont diffusées sur Fox Family Channel (désormais ABC Family), après son acquisition par News Corporation en 1998.
À la suite du rachat de Fox Family Worldwide par la Walt Disney Company en juillet 2001, Fox Kids est placé sous la supervision de Fox Television Entertainment. Fox met aux enchères son bloc de programmation pour enfants, et est racheté par 4Kids Entertainment. Fox Kids maintient son créneau horaire uniquement le samedi jusqu'au 14 septembre 2002, avant qu'elles ne soient acquises par 4Kids Entertainment. Le bloc est rebaptisé FoxBox, puis, trois ans plus tard et plus précisément en janvier 2005, est de nouveau rebaptisé 4Kids TV. 4Kids TV achève sa diffusion le 27 décembre 2008. Fox donne deux nouvelles heures de programmation à ses affiliés,.

## Émissions
La chaîne diffusait ses émissions du 8 septembre 1990 au 7 septembre 2002. En France, la chaîne diffusait du 15 novembre 1997 au 28 août 2004.